# بيدرو فالفيردي
بيدرو فالفيردي (بالإسبانية: Pedro Valverde)‏ هو لاعب كرة قدم مكسيكي، ولد في 6 أبريل 1988 في مدينة مكسيكو في المكسيك. لعب مع Delfines F.C. ‏.

## وصلات خارجية
- بيدرو فالفيردي على موقع قاعدة بيانات كرة القدم.إي يو (الإنجليزية)
- بيدرو فالفيردي على موقع Soccerway.com (الإنجليزية)